# Astachowka (przystanek kolejowy)
Astachowka (kaz. Астаховка; ros. Астаховка) – przystanek kolejowy w miejscowości Astachowka, w rejonie Bukar Żyrau, w obwodzie karagandyjskim, w Kazachstanie. Położony jest na linii Astana – Szu, na trasie Nowego Jedwabnego Szlaku.